# Семейная школа
Семейная школа (или нешкола) — это организация или общественное объединение, созданное родителями для образования и воспитания своих детей. Кратко её можно определить как семейно-психолого-педагогическое сообщество. Ученики семейных школ или нешкол, как правило, находятся на заочном или семейном обучении в государственных или частных школах для участия в аттестациях. Инициаторами, организаторами и активными участниками всех процессов в нешколе (семейной школе) являются родители и приглашенные ими педагоги и психологи.
Семейные школы часто являются одной из форм горизонтальных оргструктур, гражданских инициатив, общественных организаций без образования юридического лица, некоммерческих организаций, клубов, фондов, сообществ, артелей или кооперативов. Деятельность семейных школ не является деятельностью образовательных организаций, так как они не предоставляют услуг третьим лицам, а объединяют семьи и людей, занимающихся самообразованием.

## Характерные особенности
1. Аттестации обучающихся в государственных или частных школах.
2. Индивидуальный подход при работе в малых группах (не более восьми человек на одного взрослого).
3. Семейная атмосфера, коллектив единомышленников.
4. Использование нестандартных авторских методик вне ФГОС.
5. Отсутствие принятой в государственных школах системы оценивания. Критерии оценивания и сама процедура оценивания могут быть иными, чем общепринятые.
6. Продолжение совместной деятельности в школе и после окончания урочных занятий.
7. Совмещение родителями и другими взрослыми участниками обучающего процесса нескольких ролей в плане обучения, воспитания, организации.
8. Отсутствие образовательной деятельности (если под ней понимать реализацию образовательных программ). Вместо программ семейные школы помогают детям двигаться по их индивидуальным маршрутам, при этом помогая осваивать ФГОС.

## История
Педагог Константин Вентцель, автор труда "Как создать свободную школу" писал еще в 1908 году: "Семейная школа основывается Ассоциацией родителей, соединившихся для того, чтобы общими усилиями организовать воспитание и образование своих детей... Идеал такой школы был бы достигнут, если бы из числа участвующих в союзе родителей нашлись преподаватели на каждый предмет; поэтому было бы очень важно привлечь в союз таких педагогов, которые, сочувствуя идее школы, желали бы в ней дать образование своим детям..." 
Сначала проект Вентцеля существовал как семейный детский сад, со временем он должен был преобразоваться в семейную школу. Однако, просуществовав три года, он был закрыт из-за финансовых проблем и отсутствия единства среди родителей и педагогов по разным вопросам. Опыт работы показал, что гораздо создать систему, основанную на свободе, чем ту, которая держится на насилии. 
Возрождение семейных школ началось в девяностые годы, после принятия в 1992 году закона "Об образовании", разрешившего родителям обучать своих детей дома,  в семейной форме. Родители стали уходить из школ, а самые инициативные - создавать свои проекты, например, так появился проект "Свободное образование" Игоря и Валентины Чапковских, или «Центр семейного обучения на Россошанке», который вырос из кружка для трудных подростков психолога Бориса Гречухина. Профессиональных педагогов там не было, с детьми занимались студенты и родители.
Название «семейные школы» снова вошло в употребление в 2012 году: так назывались сообщества, альтернативные школам, на сайте «Альтернативное образование», где собиралась информация о подобных проектах. Многие из них начинались как семейные детские сады: Центр семейной культуры «Теремок» (2010 г.), Монтессори-класс «Кассиопея» (2012 г.), Монтессори-школа «Солнечный дом» (2011 г.) и т. д.
Публично словосочетание «семейные школы» прозвучало на конференции по альтернативному образованию в Москве в январе 2015 года. Объединяться, чтобы совместно обучать своих детей, было предложено тем родителям, которые оформляли семейную форму образования, но при этом не хотели обучать детей сами.
С этого момента начались встречи организаторов таких проектов, которые затем переросли в «Клуб семейных (не)школ», позже ставшем общественной организацией «Семейные школы», а затем - межрегиональной общественной организацией "Ассоциация семейных школ".
Впоследствии наименование «семейные школы» стало общеупотребительным, его стали использовать предприниматели, которые хотели заниматься образовательной деятельностью по типу частных школ, но не смогли или не захотели получать лицензию. Чтобы избежать путаницы и подозрений в коммерции, ОО «Семейные школы» стала правообладателем наименования (товарного знака) и логотипа, который с тех пор является отличительным знаком  семейных школ — членов сообщества.
Издание "Вести образования" разместило несколько публикаций о семейных школах, в том числе, "Нешколы: вкус свободы" и статью о новейшей истории семейных школ, о том, почему семейные школы - прежде всего социальные проекты, которые должны быть поддержаны государством. Интернет-издание "Мел" тоже не раз обращалось к этой теме.